# Tarsis Orogot
Tarsis Gracious Orogot (Soroti, 24 novembre 2002) è un velocista ugandese.

## Record nazionali
Seniores
- 100 metri piani: 10"17 ( Austin, 1º aprile 2023)
- 200 metri piani: 19"94 ( Austin, 7 giugno 2023)
- 200 metri piani indoor: 20"17 ( Albuquerque, 10 marzo 2023)

Juniores
- 100 metri piani: 10"35 ( Nairobi, 1º luglio 2021)

## Progressione

### 100 metri piani
| Stagione | Misura | Luogo   | Data      | Rank. Mond. |
| -------- | ------ | ------- | --------- | ----------- |
| 2023     | 10"17  | Austin  | 1-4-2023  |             |
| 2021     | 10"35  | Nairobi | 1-7-2021  |             |
| 2019     | 10"78  | Kampala | 26-7-2019 |             |
| 2017     | 11"20  | Kampala | 19-7-2017 |             |

### 200 metri piani
| Stagione | Misura | Luogo   | Data      | Rank. Mond. |
| -------- | ------ | ------- | --------- | ----------- |
| 2023     | 19"94  | Austin  | 7-6-2023  |             |
| 2022     | 20"32  | Eugene  | 22-6-2021 |             |
| 2021     | 20"37  | Nairobi | 20-8-2021 |             |
| 2019     | 21"19  | Nairobi | 22-6-2019 |             |
| 2018     | 21"80  | Nairobi | 22-6-2018 |             |
| 2017     | 22"46  | Kampala | 20-7-2017 |             |

### 200 metri piani indoor
| Stagione  | Misura | Luogo           | Data      | Rank. Mond. |
| --------- | ------ | --------------- | --------- | ----------- |
| 2022/2023 | 20"17  | Albuquerque     | 10-3-2023 |             |
| 2021/2022 | 21"07  | College Station | 25-2-2022 |             |

## Palmarès
| Anno | Manifestazione  | Sede     | Evento      | Risultato  | Prestazione | Note  |
| ---- | --------------- | -------- | ----------- | ---------- | ----------- | ----- |
| 2021 | Mondiali U20    | Nairobi  | 100 m piani | Semifinale | 10"37       |       |
| 2021 | Mondiali U20    | Nairobi  | 200 m piani | 4º         | 20"57       | [ 1 ] |
| 2022 | Mondiali        | Eugene   | 200 m piani | Semifinale | 20"35       |       |
| 2023 | Mondiali        | Budapest | 200 m piani | Semifinale | 20"26       |       |
| 2024 | Giochi olimpici | Parigi   | 200 m piani | Semifinale | 20"64       |       |